# Leśnica (dopływ Małej Panwi)
Leśnica – potok, prawostronny dopływ Małej Panwi o długości 22,36 km. 
Potok płynie w powiecie lublinieckim. Jego źródła znajdują się nieopodal Babienicy (w gminie Woźniki). Przepływa przez Koszęcin i Piłkę. Do Małej Panwi uchodzi w dzielnicy Lublińca – Pustej Kuźnicy, niedaleko mostu drogi krajowej nr 11. 
Dolina Leśnicy jest uważana za jedną z najcenniejszych w województwie śląskim z uwagi na: ciekawy bieg (rzeka tworzy niewielką dolinę w utworach piaskowych, przecinając zarazem kompleks Lasów Lublinieckich, często meandrując), walory przyrodnicze (występują tu rzadkie gatunki ptaków, np. zimorodek, derkacz oraz bobry i wydry) oraz ciekawe obiekty związane z rzeką (np. młyn Anny, czy Rokosi Most z XVIII w.).